# Циданта II
Циданта II (Цидантас) — царь Хеттского царства, правил в XV веке до н. э. Заключил дружественный договор с царём Киццувадны Пиллией. По-видимому, в правление Циданты II царь Алалаха Идрими, вассал могущественного царя Митанни Парраттарны, напал на Хеттское царство, где разграбил 7 гаваней — маленьких городов-крепостей.